# Surfing
 For alternative betydninger, se Surfing (flertydig). (Se også artikler, som begynder med Surfing)
Surfing er en sport der består af bevægelse på et bræt af "foam" og glasfiber over vand, med bølger som drivkraft.

## Historie
Surfing menes at være oprindet helt op til for 4000 år siden i Peru, hvor populationen brugte særlige sivbåde der har samme form som et surfbræt til at ride på bølgerne. Surfing i dens nuværendre form menes dog at stamme fra Hawaii. Det første dokument omhandlende surfing er dateret tilbage til 1747, og er skrevet af Løjtnant James King, der på en expedition ført af Kaptajn James Cook opdagede Hawaii og øernes Polynesiske beboerere. 
Surfing blev forbudt i Hawaii af kristne misionærer tilbage i 1800-tallet, og fik først sin rennæsance i 1900 tallet. Siden blev surfing udført i L.A. i Californien (1907).

## Surfing i Danmark
I Danmark er der gode forhold til almindelig surfing, især kan det lade sig gøre langs den jyske vestkyst, blandt andet omkring byen Klitmøller. Man kan også dyrke surfing på den nordlige og sydøstlige kyst af Sjælland.
En nyere form for surfing hedder kitesurfing. Kitesurfing foregår med en drage der ligesom sejlet i windsurfing opfanger vinden kraft og dermed sætter drev i surfbrættet.
Almindelig surfing vil normal vis blive betegnet som padlesurfing, idet surferens egen padlekraft er nødvendig for at opnå drivkraft nok i vandet til at blive fanget af den medløbende bølge. Surfbræt måles normalvis i fod, og størrelsen af brættet afhænger enten af dygtigheden af surferen eller af bølgernes forhold. De almindelige brættyper hedder hhv. longboards, mini mals, shortboards, gun og fish. Et longboard vil lettere blive båret med bølgen, mens et mindre bræt kræver hårdere padling. Jo mindre brættet er, jo dygtigere skal surferen være for at opretholde balance og teknik på bølgen.
Måden surfing udføres på er følgene: Surferen ser bølgen nærme sig i horisonten, for derefter at vende brættet og begynde at padle mod stranden for at opbygge fart nok til at fange bølgen. Når bølgen så løfter bagenden af brættet op padler surferen 2-3 tag mere hvorefter surferen laver en manøvre som hedder "Pop up", det er en manøvre hvori surferen i ét "hop" går fra at ligge på brættet til at stå op. Når surferen står op rider han eller hun ned ad "facet" på bølgen for derefter at lave hvad der hedder et "bottom turn" og rider derefter hen ad den brydende bølge. Når surferen surfer hen over bølgen kan han eller hun udøve forskellige manøvre såsom cutbacks, reentries osv.

## Brættet
Brættet består af "foam", glasfiber, lak og maling som er sprayet under lakken. Et surfboard er bygget op på følgende måde: Det har for det meste en afrundet box form for enden (tail) så går det i en bue (rails) op til toppen (nose) i midten af det hele er der et stykke træ som går hele vejen op igennem brættet (stringer) for at give det mere styrke. Brættet er ikke fladt! Ved tailen er der lidt kurve op ad så man ikke sidder fast på bølgen. På nosen er der en endnu større kurve op ad så man undgår at lave hvad der hedder et nosedive. Under tailen er der 0-5 finner, men oftest 3 finner, som giver stabilitet og assisterer en i at dreje.
Surfing i Danmark er en voksende sport.